# Thainycteris
Thainycteris – rodzaj ssaków z podrodziny mroczków (Vespertilioninae) w obrębie rodziny mroczkowatych (Vespertilionidae).

## Zasięg występowania
Rodzaj obejmuje gatunki występujące w Azji (Chińska Republika Ludowa, Tajwan, Tajlandia, Laos i Wietnam; być może Kambodża).

## Morfologia
Długość ciała (bez ogona) 48–68 mm, długość ogona 35–58 mm, długość ucha 14,2–18 mm, długość tylnej stopy 9–12,2 mm, długość przedramienia 41–51,8 mm; masa ciała 12,5–19,5 g.

## Systematyka
Rodzaj zdefiniowała w 1996 roku para niemieckich teriologów Dieter Kock i David Storch w artykule poświęconym nowemu rodzajowi i gatunkowi mroczkowatych z południowo-wschodniej Azji opublikowanym na łamach Senckenbergiana biologica. Na gatunek typowy autorzy wyznaczyli (oryginalne oznaczenie) arielka złotoszyjego (T. aureocollaris).

### Etymologia
Thainycteris: ang. Thailand ‘Tajlandia’; gr. νυκτερις nukteris, νυκτεριδος nukteridos ‘nietoperz’.

### Podział systematyczny
Do rodzaju należą następujące gatunki:
- Thainycteris aureocollaris Kock & Storch, 1996 – arielek złotoszyi
- Thainycteris torquata (Csorba & Lee Lingling, 1999) – arielek obrożny